# Treuzy-Levelay
Treuzy-Levelay est une commune française située dans le département de Seine-et-Marne en région Île-de-France.
Elle fait partie de la communauté de communes Moret Seine et Loing.

## Géographie

### Localisation

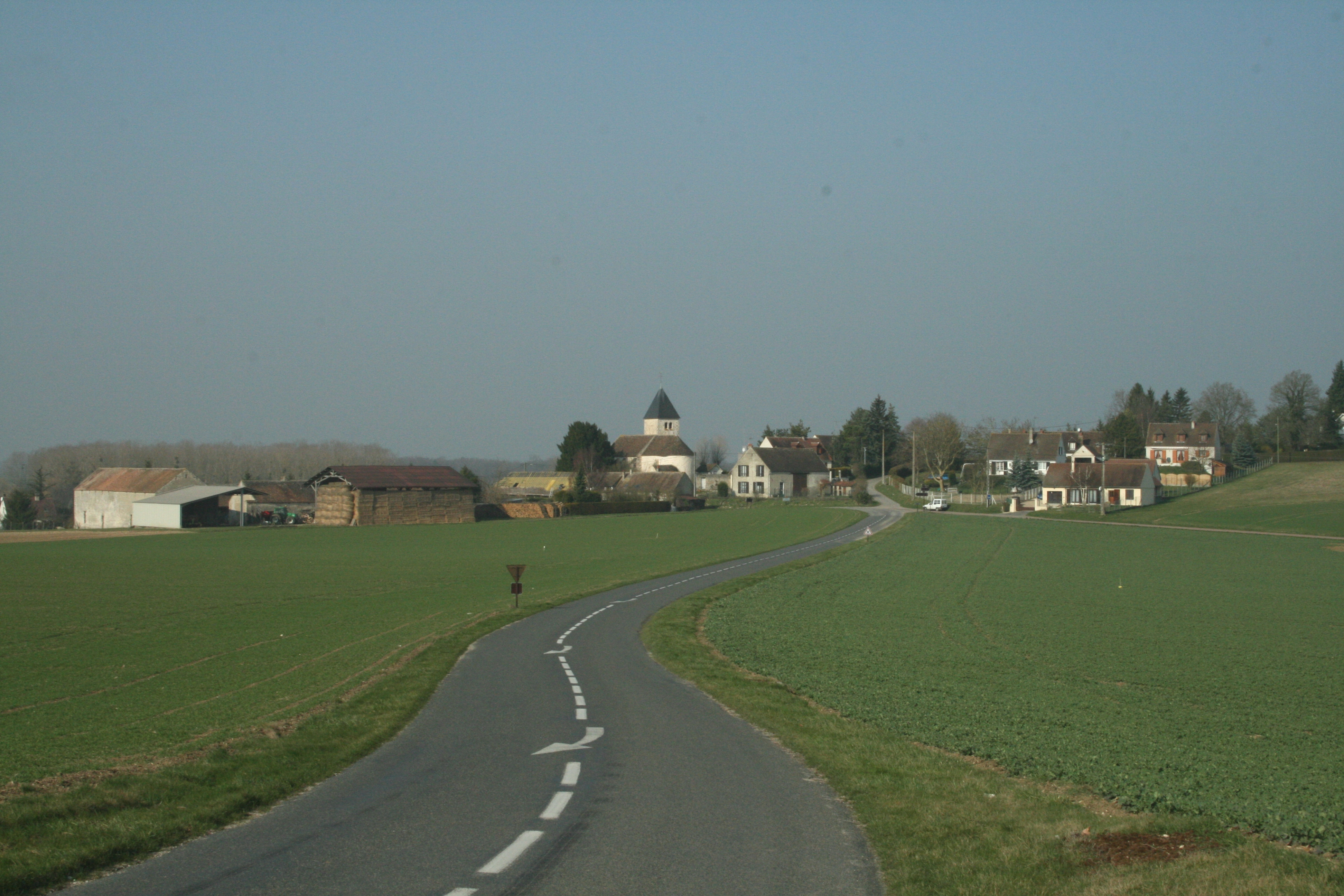
Une vue du village.

La commune de Treuzy-Levelay, de caractère rural fortement marqué, se situe au sud du département de Seine-et-Marne. Elle appartient à l'arrondissement de Fontainebleau, est rattachée au canton de Nemours (9 km) et s'inscrit dans la limite de la région Île-de-France. Elle fait partie de l'ensemble géographique du Bassin parisien et de l'ensemble naturel de la vallée du Lunain qu'on appelle le bocage gâtinais.

### Communes limitrophes
Les communes limitrophes sont Nonville, Nanteau-sur-Lunain, Villemer, Poligny, Darvault, Villemaréchal.
| Nonville | Villemer       | Villemer           |
| Darvault | Treuzy-Levelay | Villemaréchal      |
| Poligny  | Poligny        | Nanteau-sur-Lunain |

### Géologie et relief
La commune est boisée sur plus de la moitié de son territoire. Son altitude varie de 64 mètres à 120 mètres pour le point le plus haut, le centre du bourg se situant à environ 98 mètres d'altitude (mairie). Elle est classée en zone de sismicité 1, correspondant à une sismicité très faible.

### Hydrographie

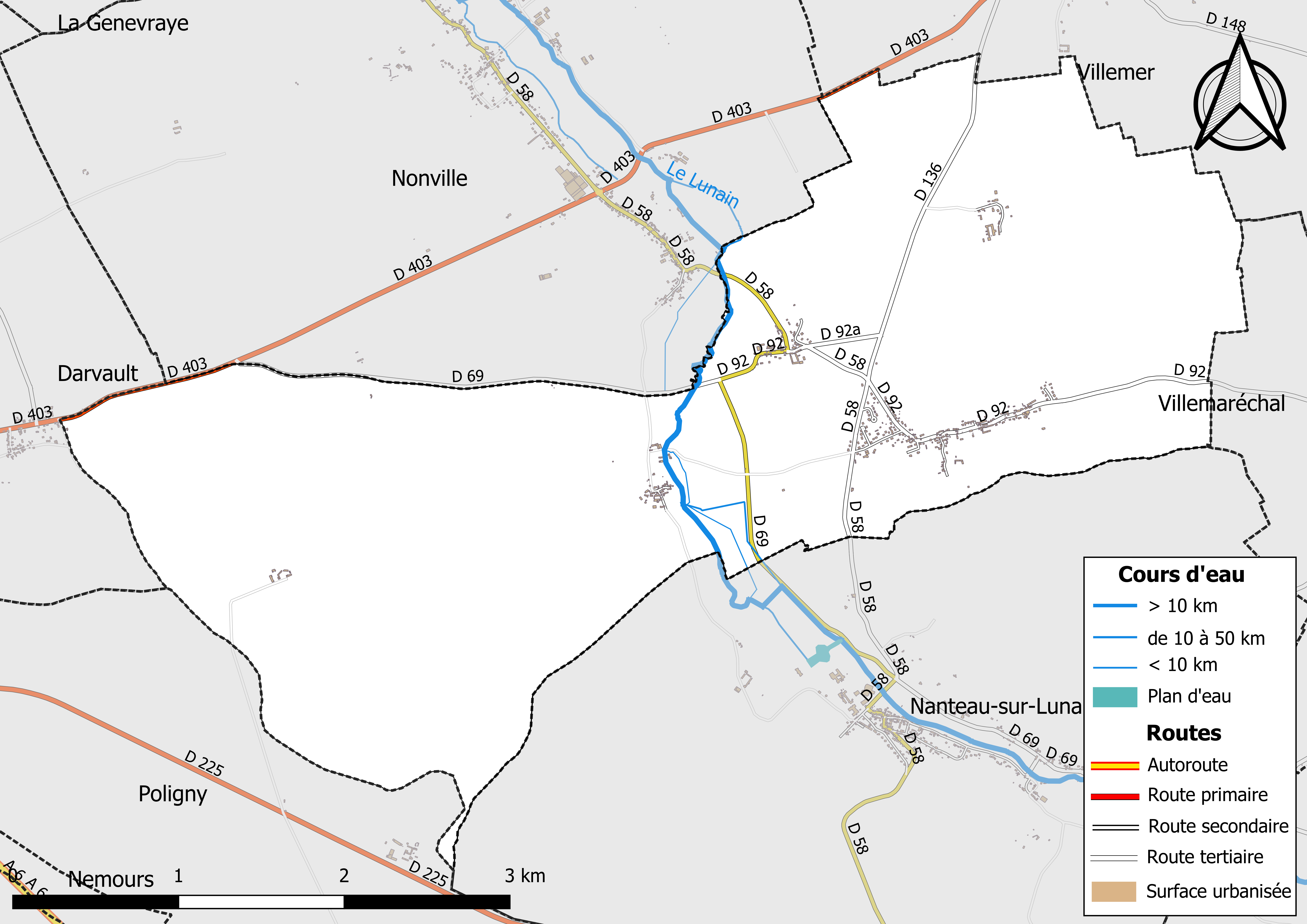
Carte des réseaux hydrographique et routier de Treuzy-Levelay.

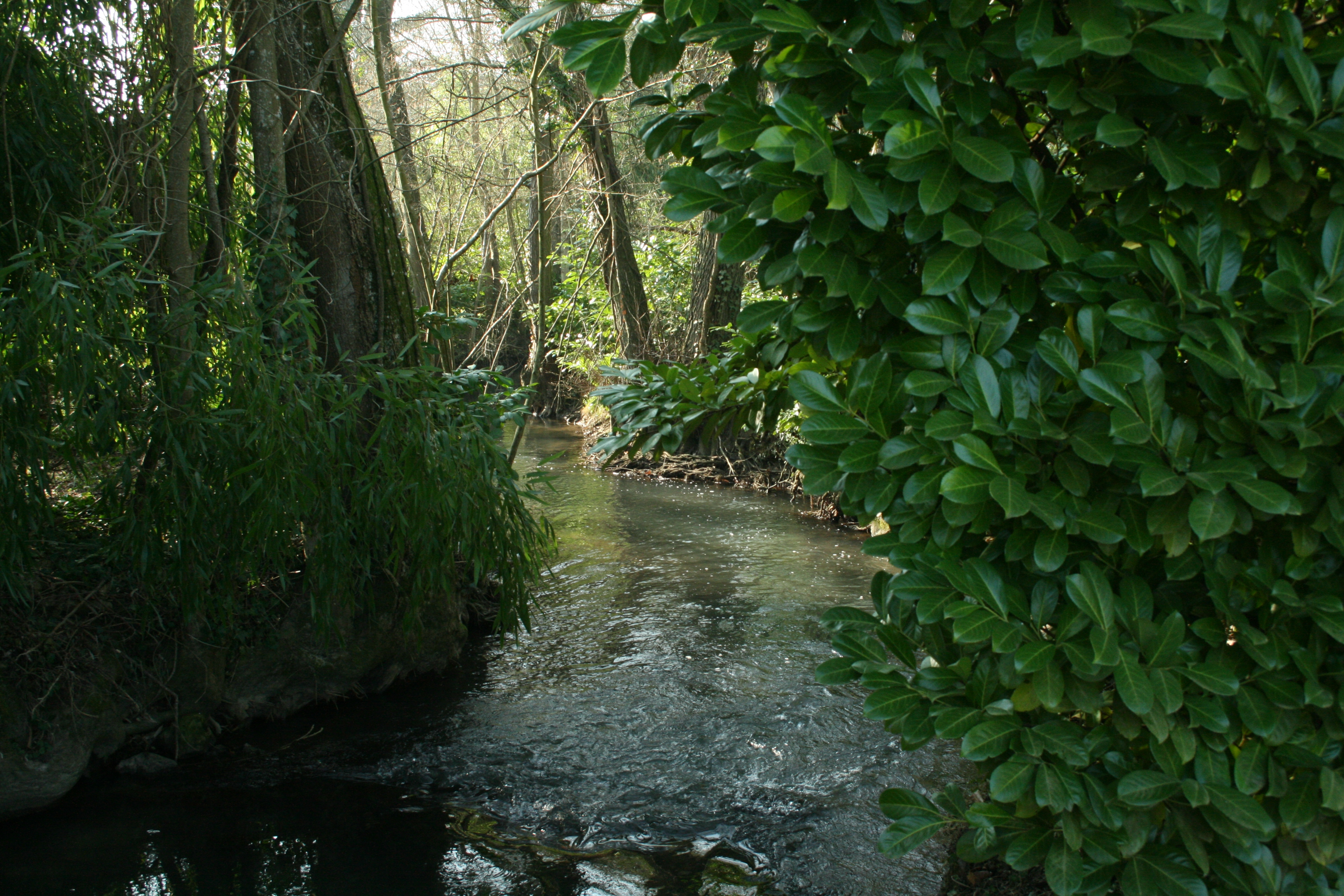
Le Lunain près du village.

Le réseau hydrographique de la commune se compose de cinq cours d'eau référencés :
- la rivière le Lunain, longue de 51,45 km[3], affluent du Loing, qui traverse la commune en son centre ; elle est non navigable ;
  - le canal 07 des Grands Prés, 0,98 km[4], et ;
  - le canal 08 des Grands Prés,[5], 0,79 km[6], et ;
  - le bras 01 de Launoy[5], 0,41 km[7], et ;
  - le ruisseau de la Prairie[5], 0,90 km[8], qui confluent avec le Lunain.

La longueur totale des cours d'eau sur la commune est de 3,73 km.

### Climat
Pour des articles plus généraux, voir Climat de l'Île-de-France et Climat de Seine-et-Marne.
En 2010, le climat de la commune est de type climat océanique dégradé des plaines du Centre et du Nord, selon une étude du CNRS s'appuyant sur une série de données couvrant la période 1971-2000. En 2020, Météo-France publie une typologie des climats de la France métropolitaine dans laquelle la commune est exposée à un climat océanique altéré et est dans la région climatique Nord-est du bassin Parisien, caractérisée par un ensoleillement médiocre, une pluviométrie moyenne régulièrement répartie au cours de l’année et un hiver froid (3 °C).
Pour la période 1971-2000, la température annuelle moyenne est de 11,2 °C, avec une amplitude thermique annuelle de 15,4 °C. Le cumul annuel moyen de précipitations est de 706 mm, avec 10,6 jours de précipitations en janvier et 7,2 jours en juillet. Pour la période 1991-2020, la température moyenne annuelle observée sur la station météorologique la plus proche, située sur la commune de Nemours à 9 km à vol d'oiseau, est de 12,0 °C et le cumul annuel moyen de précipitations est de 690,3 mm,. Pour l'avenir, les paramètres climatiques de la commune estimés pour 2050 selon différents scénarios d'émission de gaz à effet de serre sont consultables sur un site dédié publié par Météo-France en novembre 2022.

### Milieux naturels et biodiversité

#### Espaces protégés
La protection réglementaire est le mode d’intervention le plus fort pour préserver des espaces naturels remarquables et leur biodiversité associée,.
La réserve de biosphère « Fontainebleau et Gâtinais », créée en 1998 et d'une superficie totale de 150 544 ha, est un espace protégé présent sur la commune. Cette réserve de biosphère, d'une grande biodiversité, comprend trois grands ensembles : une grande moitié ouest à dominante agricole, l’emblématique forêt de Fontainebleau au centre, et le Val de Seine à l’est. La structure de coordination est l'Association de la Réserve de biosphère de Fontainebleau et du Gâtinais, qui comprend un conseil scientifique et un Conseil Education, unique parmi les Réserves de biosphère françaises,,.

#### Réseau Natura 2000

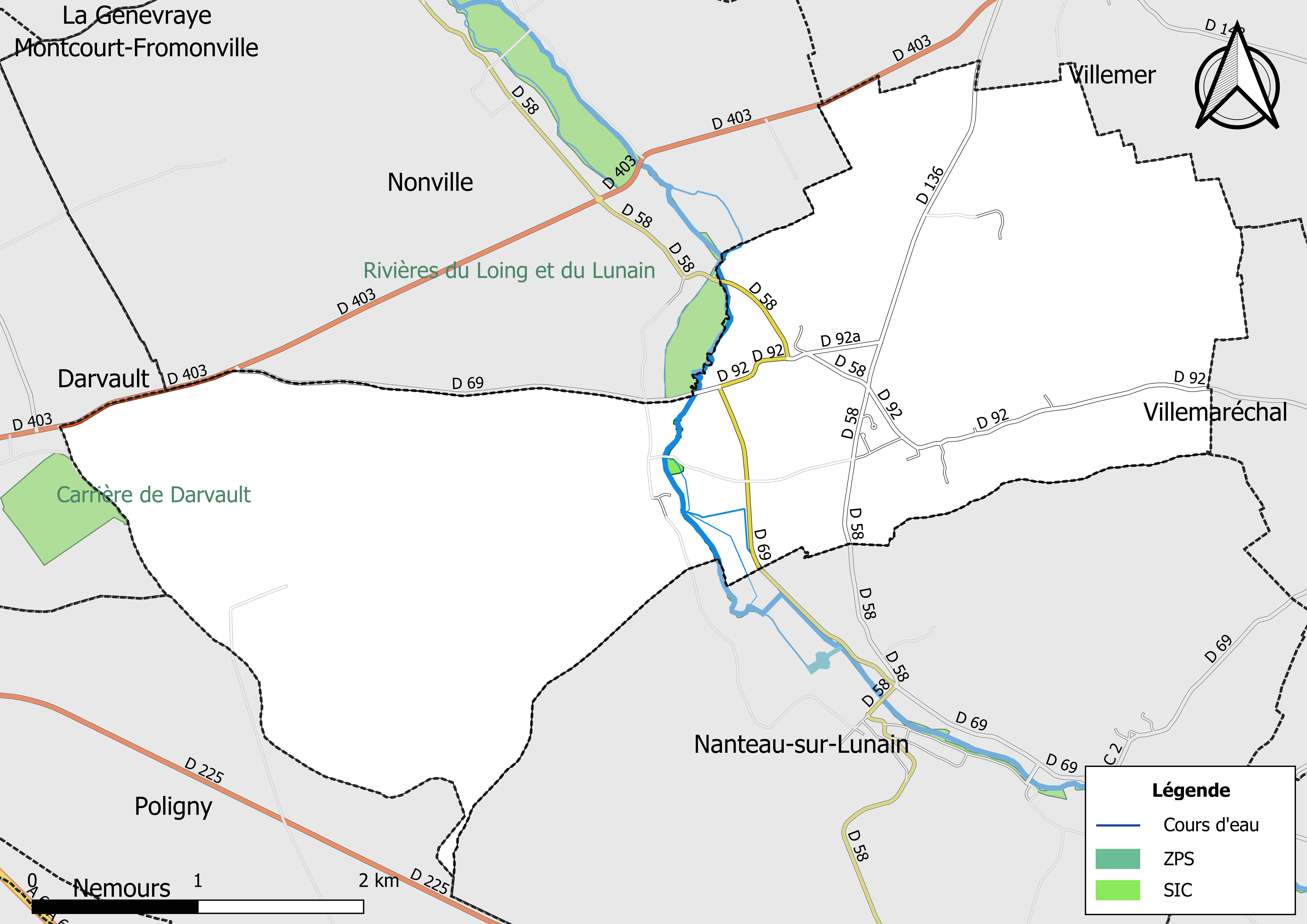
Sites Natura 2000 sur le territoire communal.

Le réseau Natura 2000 est un réseau écologique européen de sites naturels d’intérêt écologique élaboré à partir des Directives « Habitats » et « Oiseaux ». Ce réseau est constitué de Zones spéciales de conservation (ZSC) et de Zones de protection spéciale (ZPS). Dans les zones de ce réseau, les États Membres s'engagent à maintenir dans un état de conservation favorable les types d'habitats et d'espèces concernés, par le biais de mesures réglementaires, administratives ou contractuelles.
Un site Natura 2000 a été défini sur la commune au titre de la « directive Habitats », : 
- les « Rivières du Loing et du Lunain », d'une superficie de 400 ha, deux vallées de qualité remarquable pour la région Île-de-France accueillant des populations piscicoles diversifiées dont le Chabot, la Lamproie de Planer, la Loche de Rivière et la Bouvière[23],[24].

#### Zones naturelles d'intérêt écologique, faunistique et floristique
L’inventaire des zones naturelles d'intérêt écologique, faunistique et floristique (ZNIEFF) a pour objectif de réaliser une couverture des zones les plus intéressantes sur le plan écologique, essentiellement dans la perspective d’améliorer la connaissance du patrimoine naturel national et de fournir aux différents décideurs un outil d’aide à la prise en compte de l’environnement dans l’aménagement du territoire.
Le territoire communal de Treuzy-Levelay comprend deux ZNIEFF de type 1,,, 
les « Bois de Darvault et forêt de Nanteau » (1 456,27 ha), couvrant 4 communes du département et 
la « vallée du Lunain entre Nonville et Nanteau sur Lunain » (93,66 ha), couvrant 3 communes du département.
et une ZNIEFF de type 2,, 
la « vallée du Lunain entre Episy et Lorrez-Le-Bocage » (1 224,01 ha), couvrant 9 communes du département.

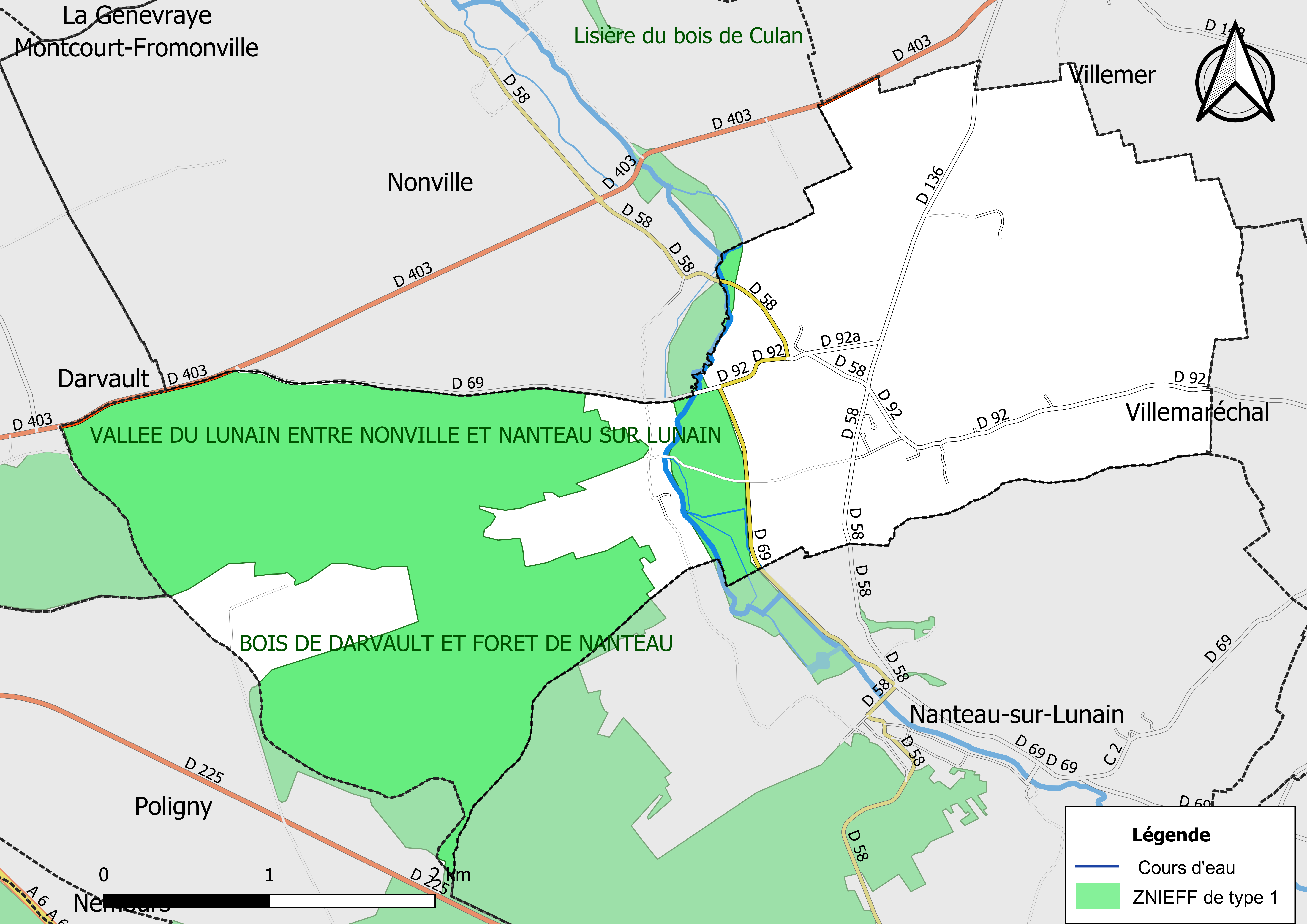
Carte des ZNIEFF de type 1 de la commune.
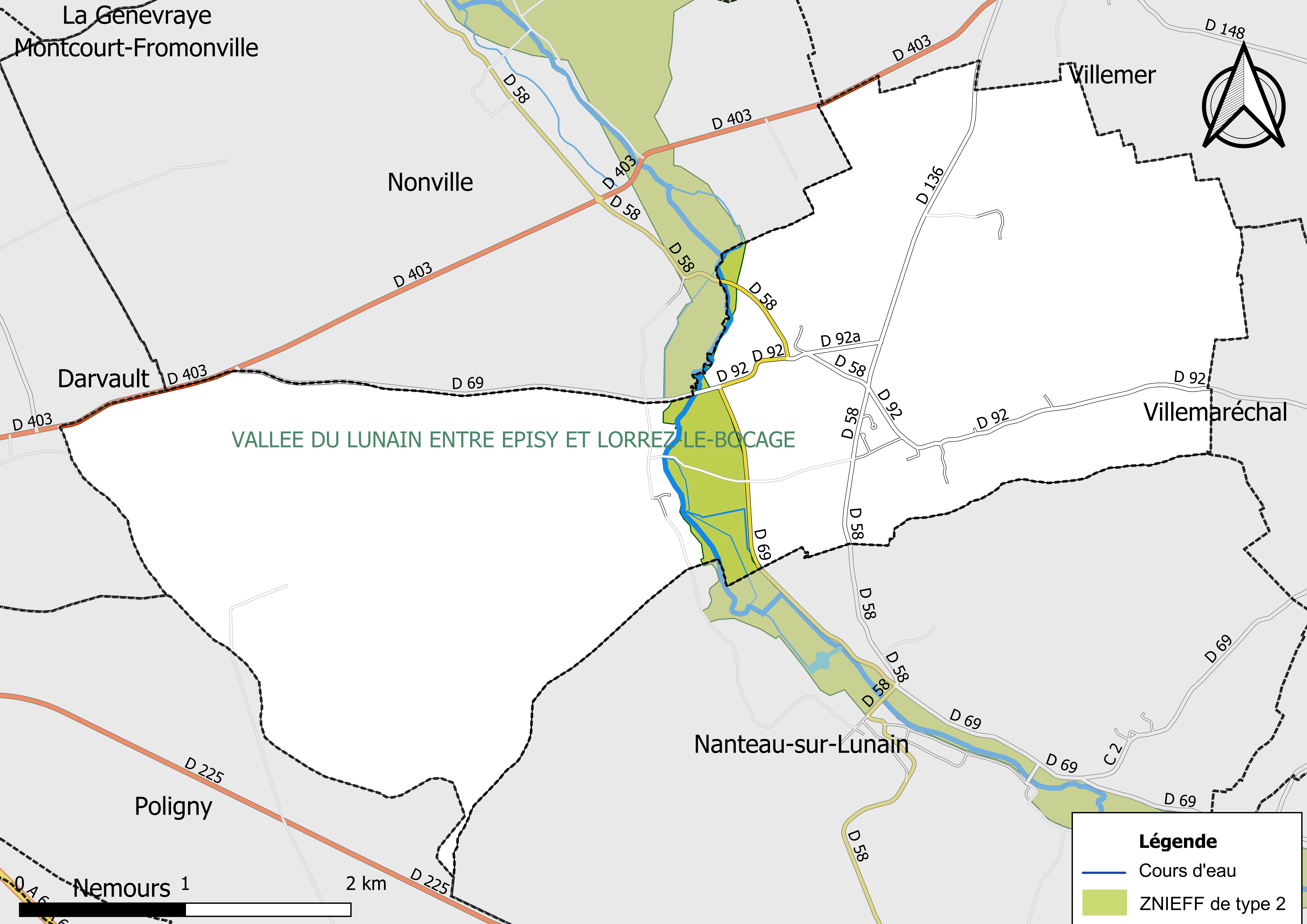
Carte des ZNIEFF de type 2 de la commune.

## Urbanisme

### Typologie
Au 1er janvier 2024, Treuzy-Levelay est catégorisée commune rurale à habitat dispersé, selon la nouvelle grille communale de densité à sept niveaux définie par l'Insee en 2022.
Elle est située hors unité urbaine. Par ailleurs la commune fait partie de l'aire d'attraction de Paris, dont elle est une commune de la couronne,. Cette aire regroupe 1 929 communes,.

### Lieux-dits et écarts
La commune compte 84 lieux-dits administratifs répertoriés consultables ici (source : le fichier Fantoir) dont Treuzy, Launoy, Bezanleu.

### Occupation des sols
L'occupation des sols de la commune, telle qu'elle ressort de la base de données européenne d’occupation biophysique des sols Corine Land Cover (CLC), est marquée par l'importance des territoires agricoles (53,1 % en 2018), une proportion sensiblement équivalente à celle de 1990 (53,2 %). La répartition détaillée en 2018 est la suivante : 
forêts (44,6% ), terres arables (42,2% ), zones agricoles hétérogènes (7,6% ), prairies (3,3% ), zones urbanisées (2,2 %).
Parallèlement, L'Institut Paris Région, agence d'urbanisme de la région Île-de-France, a mis en place un inventaire numérique de l'occupation du sol de l'Île-de-France, dénommé le MOS (Mode d'occupation du sol), actualisé régulièrement depuis sa première édition en 1982. Réalisé à partir de photos aériennes, le Mos distingue les espaces naturels, agricoles et forestiers mais aussi les espaces urbains (habitat, infrastructures, équipements, activités économiques, etc.) selon une classification pouvant aller jusqu'à 81 postes, différente de celle de Corine Land Cover,,. L'Institut met également à disposition des outils permettant de visualiser par photo aérienne l'évolution de l'occupation des sols de la commune entre 1949 et 2018.

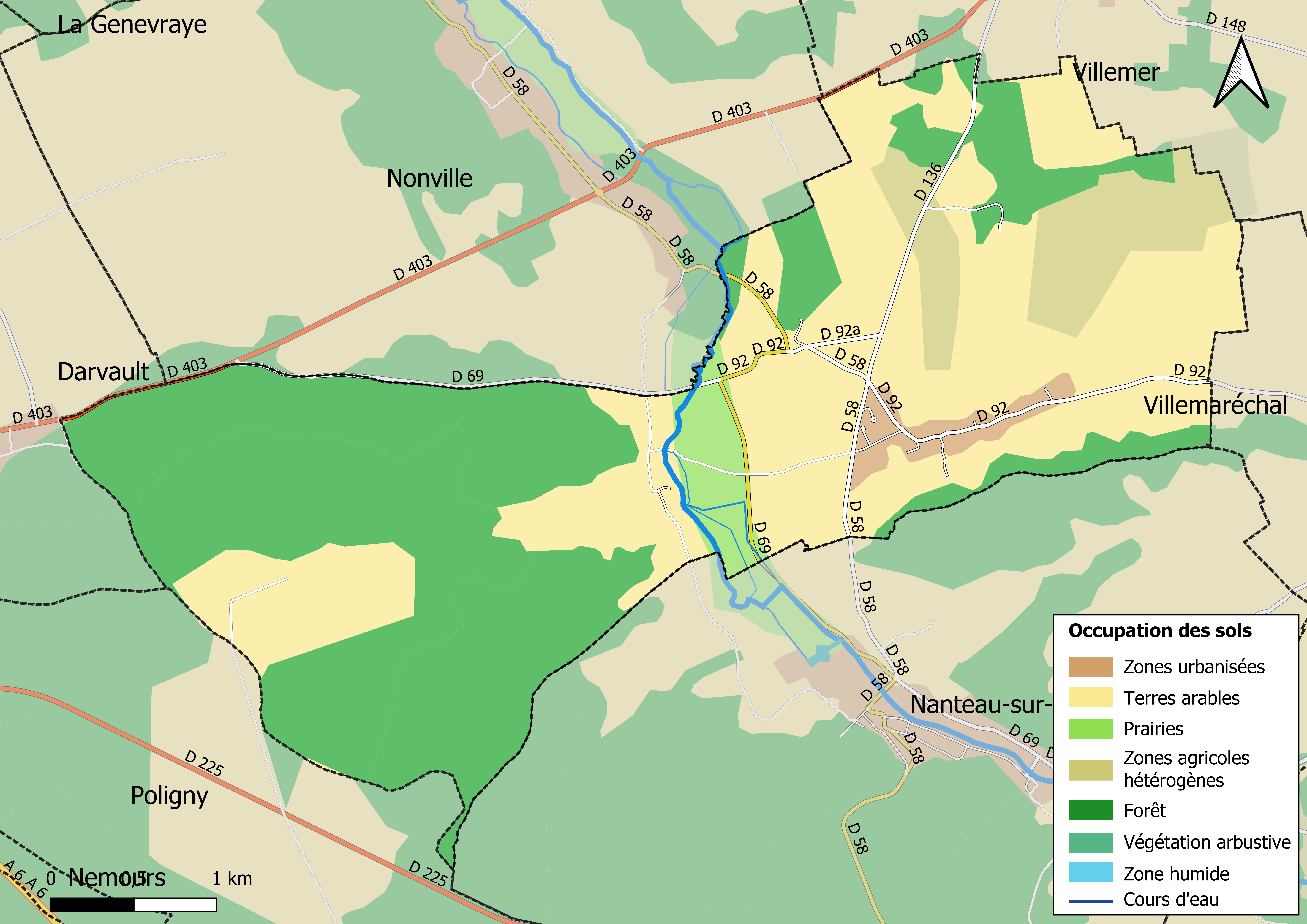
Carte des infrastructures et de l'occupation des sols en 2018 (CLC) de la commune.
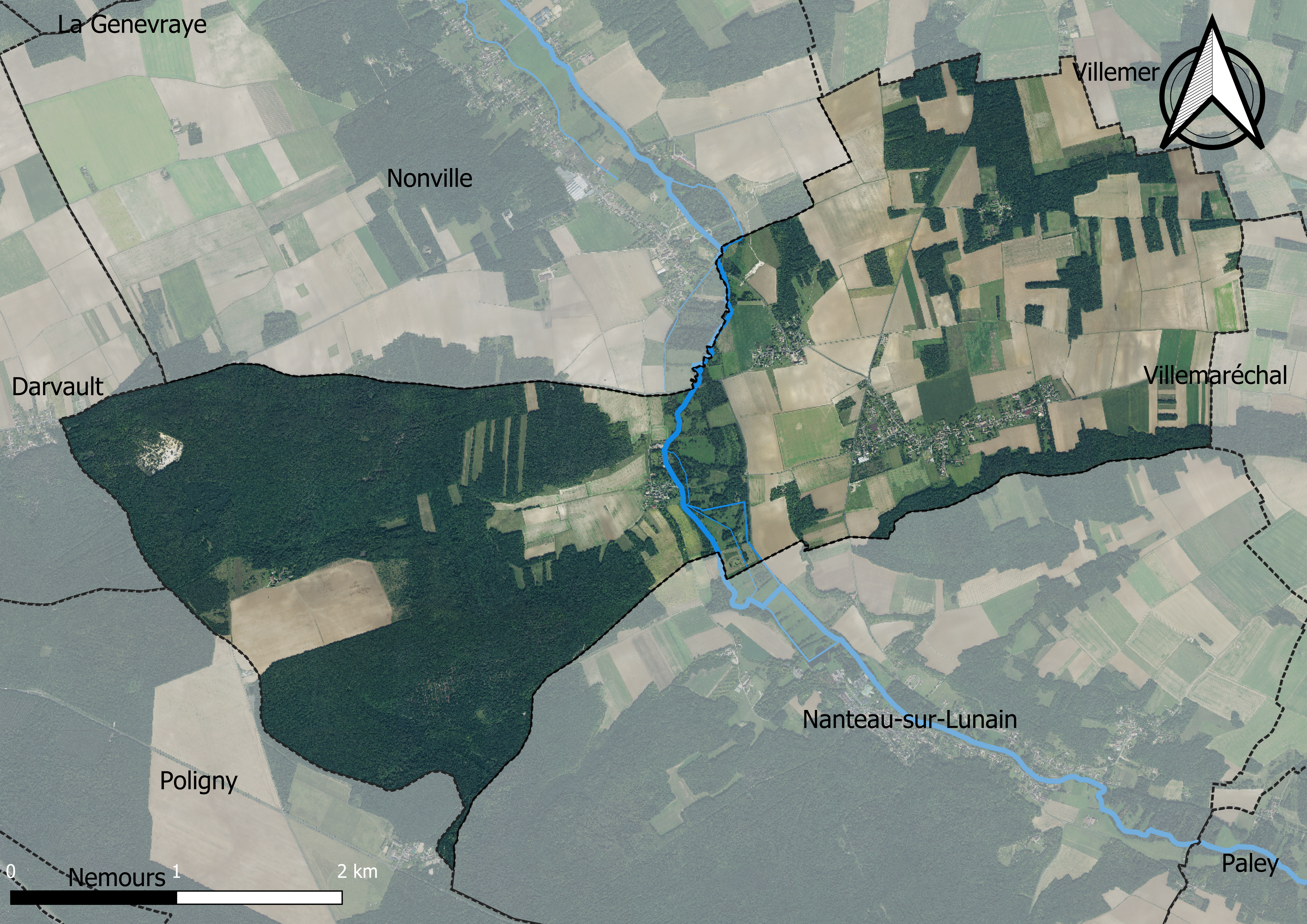
Carte orhophotogrammétrique de la commune.

### Planification
La loi SRU du 13 décembre 2000 a incité les communes à se regrouper au sein d’un établissement public, pour déterminer les partis d’aménagement de l’espace au sein d’un SCoT, un document d’orientation stratégique des politiques publiques à une grande échelle et à un horizon de 20 ans et s'imposant aux documents d'urbanisme locaux, les PLU (Plan local d'urbanisme). La commune est dans le territoire du SCOT Seine et Loing, dont le projet a été arrêté le 3 juillet 2019, porté par le syndicat mixte d’études et de programmation (SMEP) Seine et Loing rassemblant à la fois 44 communes et trois communautés de communes.
La commune disposait en 2019 d'un plan local d'urbanisme approuvé. Le zonage réglementaire et le règlement associé peuvent être consultés sur le Géoportail de l'urbanisme.

### Logement
En 2016, le nombre total de logements dans la commune était de 230, dont 97,8 % de maisons et 0,9 % d’appartements.
Parmi ces logements, 83,3 % étaient des résidences principales, 11,6 % des résidences secondaires et 5,1 % des logements vacants.
La part des ménages fiscaux propriétaires de leur résidence principale s’élevait à 85 % contre 10,7 % de locataires,, dont 0,5 % de logements HLM loués vides (logements sociaux) et 4,3 % logés gratuitement.

### Voies de communication et transports

#### Voies de communication
Treuzy-Levelay est proche de l'autoroute A6, à 9,4 km à Nemours.
On accède à la commune par :
- la D 92, de La Fontaine à l’est à 2,9 km ;
- la D 58, de Nanteau-sur-Lunain au sud  à 2,3 km.

La route qui relie Treuzy à Nanteau est une ancienne voie gallo-romaine. La route d'origine est créée au XVIIe siècle.

#### Transports
La commune est desservie par la ligne 18C (Saint-Pierre-lès-Nemours – Varennes-sur-Seine) du réseau de bus Vallée du Loing - Nemours.

## Toponymie
Formes anciennes de Treuzy: Sanctus Martinus a Truciaco en 876 , Altare Sancti Martini de Truisi en 1173, Ecclesia de Troisiaco en 1178, Truissi vers 1201, Truisy en 1212, Truisiacum au  XIIIe siècle, Truysi en 1340, Truysy en 1385, Trusy en 1563 et 1575, Treusy en 1757.

Treuzy : « trou, vallée ».
Le nom de Treuzy-Levelay a été substitué à celui de Treuzy par décret du 14 décembre 1903. Levelay est un hameau de Treuzy-Levelay.
Formes anciennes de Levelay: Le fief de Levelay en 1597 ; Leveslay en 1607 ; Levelet en 1684 ; Le Velay en 1757 (Cassini) ; Nevelay en 1847.

Levelay : « mont de bois ».
Les habitants sont appelés les Velytreuziens et Velytreuziennes.

## Histoire

### De l’Antiquité au Moyen Âge
Les Celtes utilisent le minerai de fer, des champs de la région, pour fabriquer des armes.
Treuzy-Levelay apparaît dans les textes dès 876. Au Moyen Âge, Treuzy appartient à plusieurs seigneuries, dont l'abbaye de La Joye, qui demeure maîtresse des lieux sous l'Ancien Régime. L'existence d'une tuilerie est attestée à Bezanleu depuis le XVIIe siècle. Dans cette paroisse agricole, où l'on cultive notamment la vigne aux XVIIIe et XIXe siècles, l'artisanat devient assez vivace après la Révolution.

## Politique et administration
| Période                                  | Période  | Identité         | Étiquette | Qualité            |
| ---------------------------------------- | -------- | ---------------- | --------- | ------------------ |
| Les données manquantes sont à compléter. |          |                  |           |                    |
| ?                                        | ?        | Gustave Moufrond |           |                    |
| ?                                        | ?        | René Moufrond    |           |                    |
| 1971                                     | 1987     | Georges Dumas    |           |                    |
| 1987                                     | 1989     | Danièle Perrin   |           |                    |
| 1989                                     | 2001     | Gilles Caupin    |           |                    |
| 2001                                     | 2014     | Gérard Pattyn    |           |                    |
| mars 2014                                | 2020     | Gilles Caupin    |           | ingénieur retraité |
| mars 2020                                | En cours | Patricia Pillot  |           |                    |

## Équipements et services

### Eau et assainissement
L’organisation de la distribution de l’eau potable, de la collecte et du traitement des eaux usées et pluviales relève des communes. La loi NOTRe de 2015 a accru le rôle des EPCI à fiscalité propre en leur transférant cette compétence. Ce transfert devait en principe être effectif au 1er janvier 2020, mais la loi Ferrand-Fesneau du 3 août 2018 a introduit la possibilité d’un report de ce transfert au 1er janvier 2026,.

#### Assainissement des eaux usées
En 2020, la commune de Treuzy-Levelay ne dispose pas d'assainissement collectif,.
L’assainissement non collectif (ANC) désigne les installations individuelles de traitement des eaux domestiques qui ne sont pas desservies par un réseau public de collecte des eaux usées et qui doivent en conséquence traiter elles-mêmes leurs eaux usées avant de les rejeter dans le milieu naturel. La commune assure le service public d'assainissement non collectif (SPANC), qui a pour mission de vérifier la bonne exécution des travaux de réalisation et de réhabilitation, ainsi que le bon fonctionnement et l’entretien des installations,.

#### Eau potable
En 2020, l'alimentation en eau potable est assurée par la commune qui gère le service en régie,,.
Les nappes de Beauce et du Champigny sont classées en zone de répartition des eaux (ZRE), signifiant un déséquilibre entre les besoins en eau et la ressource disponible. Le changement climatique est susceptible d’aggraver ce déséquilibre. Ainsi afin de renforcer la garantie d’une distribution d’une eau de qualité en permanence sur le territoire du département, le troisième Plan départemental de l’eau signé, le 3 octobre 2017, contient un plan d’actions afin d’assurer avec priorisation la sécurisation de l’alimentation en eau potable des Seine-et-Marnais. A cette fin a été préparé et publié en décembre 2020 un schéma départemental d’alimentation en eau potable de secours dans lequel huit secteurs prioritaires sont définis. La commune fait partie du secteur Bocage.

## Population et société

### Démographie
L'évolution du nombre d'habitants est connue à travers les recensements de la population effectués dans la commune depuis 1793. Pour les communes de moins de 10 000 habitants, une enquête de recensement portant sur toute la population est réalisée tous les cinq ans, les populations de référence des années intermédiaires étant quant à elles estimées par interpolation ou extrapolation. Pour la commune, le premier recensement exhaustif entrant dans le cadre du nouveau dispositif a été réalisé en 2007.

En 2022, la commune comptait 440 habitants, en évolution de +1,15 % par rapport à 2016 (Seine-et-Marne : +3,92 %, France hors Mayotte : +2,11 %).
| 1793 | 1800 | 1806 | 1821 | 1831 | 1836 | 1841 | 1846 | 1851 |
| ---- | ---- | ---- | ---- | ---- | ---- | ---- | ---- | ---- |
| 163  | 187  | 177  | 215  | 250  | 297  | 319  | 324  | 317  |

| 1856 | 1861 | 1866 | 1872 | 1876 | 1881 | 1886 | 1891 | 1896 |
| ---- | ---- | ---- | ---- | ---- | ---- | ---- | ---- | ---- |
| 293  | 316  | 317  | 318  | 309  | 304  | 310  | 324  | 343  |

| 1901 | 1906 | 1911 | 1921 | 1926 | 1931 | 1936 | 1946 | 1954 |
| ---- | ---- | ---- | ---- | ---- | ---- | ---- | ---- | ---- |
| 315  | 334  | 303  | 254  | 263  | 261  | 246  | 208  | 266  |

| 1962 | 1968 | 1975 | 1982 | 1990 | 1999 | 2006 | 2007 | 2012 |
| ---- | ---- | ---- | ---- | ---- | ---- | ---- | ---- | ---- |
| 222  | 221  | 287  | 348  | 432  | 431  | 444  | 446  | 454  |

| 2017 | 2022 | - | - | - | - | - | - | - |
| ---- | ---- | - | - | - | - | - | - | - |
| 425  | 440  | - | - | - | - | - | - | - |

### Manifestations culturelles et festivités
- Tous les 8 décembre, est proposé aux habitants du village, de déposer, sur les rebords des fenêtres, des lumignons, à l'occasion de la fête de l'Immaculée Conception, qui est en même temps de début de la Fête des Lumières de la ville de Lyon.
- Pendant les journées du patrimoine l'église est ouverte aux visiteurs.
- Pour les touristes et les randonneurs, pendant certaines périodes, correspondant aux vacances scolaires, l'église est ouverte aux visiteurs entre 10 h et 18 h.

## Économie

### Revenus de la population et fiscalité
En 2018, le nombre de ménages fiscaux de la commune était de 190, représentant 458 personnes et la  médiane du revenu disponible par unité de consommation  de 25 580 euros.

### Emploi
En 2017 , le nombre total d’emplois dans la zone était de 66, occupant 214 actifs  résidants.
Le taux d'activité de la population (actifs ayant un emploi) âgée de 15 à 64 ans s'élevait à 78,5 % contre un taux de chômage de 3,3 %.
Les 18,1 % d’inactifs se répartissent de la façon suivante : 7 % d’étudiants et stagiaires non rémunérés, 9,6 % de retraités ou préretraités et 1,5 % pour les autres inactifs.

### Secteurs d'activité

#### Entreprises et commerces
En 2019, le nombre d’unités légales et d’établissements (activités marchandes hors agriculture. ) par secteur d'activité était de 28 dont 6 dans la construction, 5 dans le commerce de gros et de détail, transports, hébergement et restauration, 3 dans l’Information et communication, 1 dans les activités financières et d'assurance, 1 dans les activités immobilières, 6 dans les activités spécialisées, scientifiques et techniques et activités de services administratifs et de soutien, 3 dans l’administration publique, enseignement, santé humaine et action sociale et 3  étaient relatifs aux autres activités de services.
En 2020, 2 entreprises individuelles ont été créées sur le territoire de la commune.
Au 1er janvier 2021, la commune ne disposait pas d’hôtel et de terrain de camping.
Il existe une tuilerie-briqueterie construite en 1836 et une menuiserie semi-industrielle de 30 personnes.
Treuzy-Levelay a accueilli sur son territoire une partie du parc d'attractions « Fami Parc » implanté dans le parc du château de Nonville. Fermé à la suite d'un différend juridique avec les deux communes d'implantation, ce parc a fonctionné de 1997 à 2012, accueillant à chaque saison estivale de 50 000 à 157 000 visiteurs et fournissant chaque année un emploi saisonnier à plus de 70 personnes, notamment des jeunes en recherche d'un « job d'été »,.

#### Agriculture
Treuzy-Levelay est dans la petite région agricole dénommée le « Pays de Bière et Forêt de Fontainebleau », couvrant le Pays de Bière et la forêt de Fontainebleau. En 2010, l'orientation technico-économique de l'agriculture sur la commune est diverses cultures (hors céréales et oléoprotéagineux, fleurs et fruits).
Si la productivité agricole de la Seine-et-Marne se situe dans le peloton de tête des départements français, le département enregistre un double phénomène de disparition des terres cultivables (près de 2 000 ha par an dans les années 1980, moins dans les années 2000) et de réduction d'environ 30 % du nombre d'agriculteurs dans les années 2010. Cette tendance se retrouve au niveau de la commune où le nombre d’exploitations est passé de 8 en 1988 à 2 en 2010. Parallèlement, la taille de ces exploitations augmente, passant de 64 ha en 1988 à 83 ha en 2010.
Le tableau ci-dessous présente les principales caractéristiques des exploitations agricoles de Treuzy-Levelay, observées sur une période de 22 ans : 
|                                      | 1988 | 2000 | 2010 |
| ------------------------------------ | ---- | ---- | ---- |
| Dimension économique,                |      |      |      |
| Nombre d’exploitations (u)           | 8    | 3    | 2    |
| Travail (UTA)                        | 13   | 10   | 6    |
| Surface agricole utilisée (ha)       | 512  | 323  | 166  |
| Cultures                             |      |      |      |
| Terres labourables (ha)              | 501  | 312  | s    |
| Céréales (ha)                        | 417  | s    | s    |
| dont blé tendre (ha)                 | 197  | s    | s    |
| dont maïs-grain et maïs-semence (ha) | 70   | s    | s    |
| Tournesol (ha)                       | 45   | s    |      |
| Colza et navette (ha)                | s    | s    | s    |
| Élevage                              |      |      |      |
| Cheptel (UGBTA)                      | 12   | 1    | 0    |

## Culture locale et patrimoine

### Lieux et monuments
- Vallée du Lunain.
- Bois de Darvault (partie de la forêt de Fontainebleau).
- Menhir de la Roche à Blin.
- La tuilerie de Bezanleu.
- Le moulin de Launoy.
- Le lavoir de Launoy.
- Le lavoir de Treuzy-Levelay.

À la différence de beaucoup d'autres, le lavoir (photo) est entouré de murs, que vient percer une porte d'accès sur l'un des côtés. Ces murs constituent en premier lieu une protection contre le vent mais ont également une fonction esthétique. Le linge était autrefois mis à sécher sur les berges avoisinantes ou sur les poutres de l'auvent.

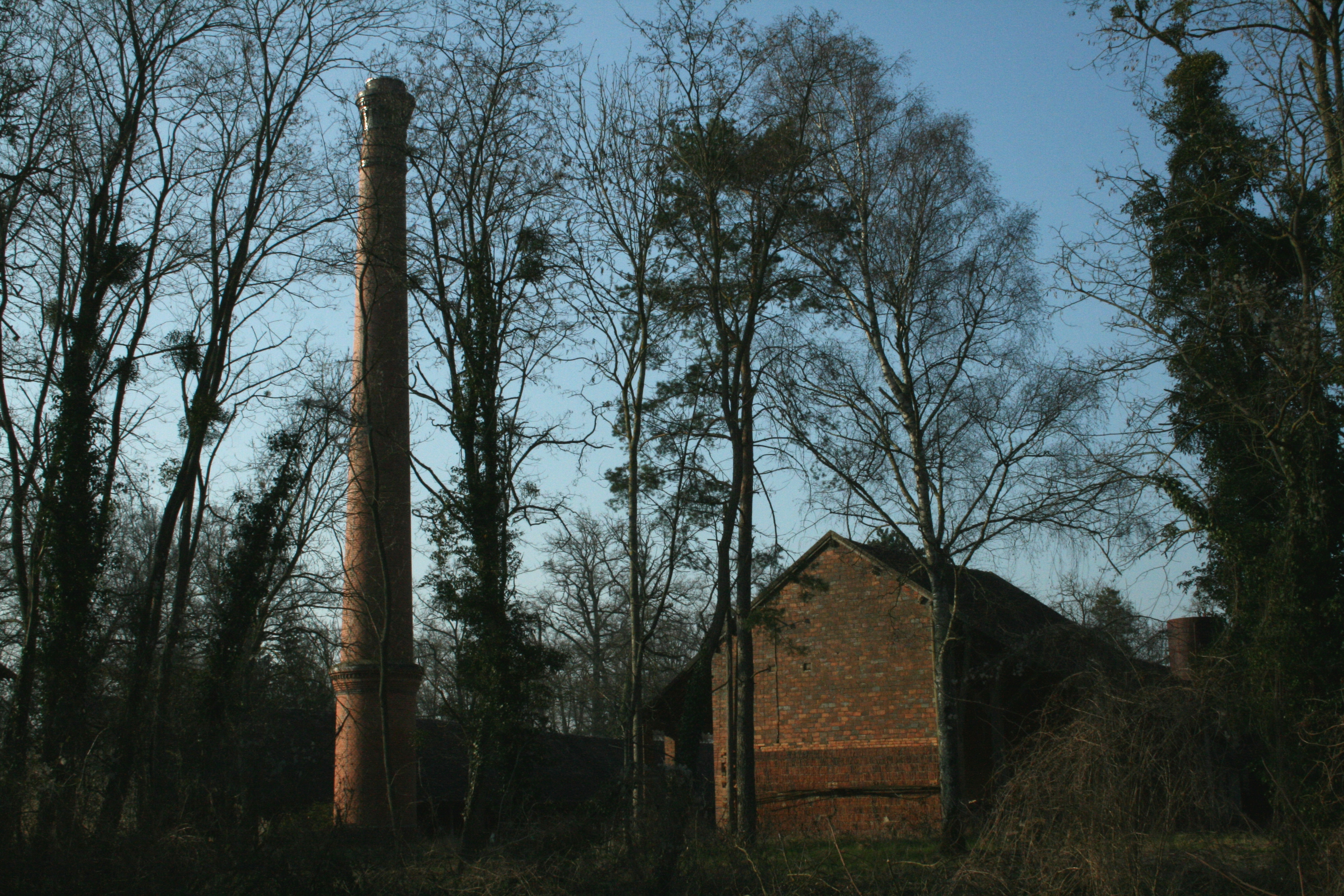
L'ancienne tuilerie de Bezenleu.
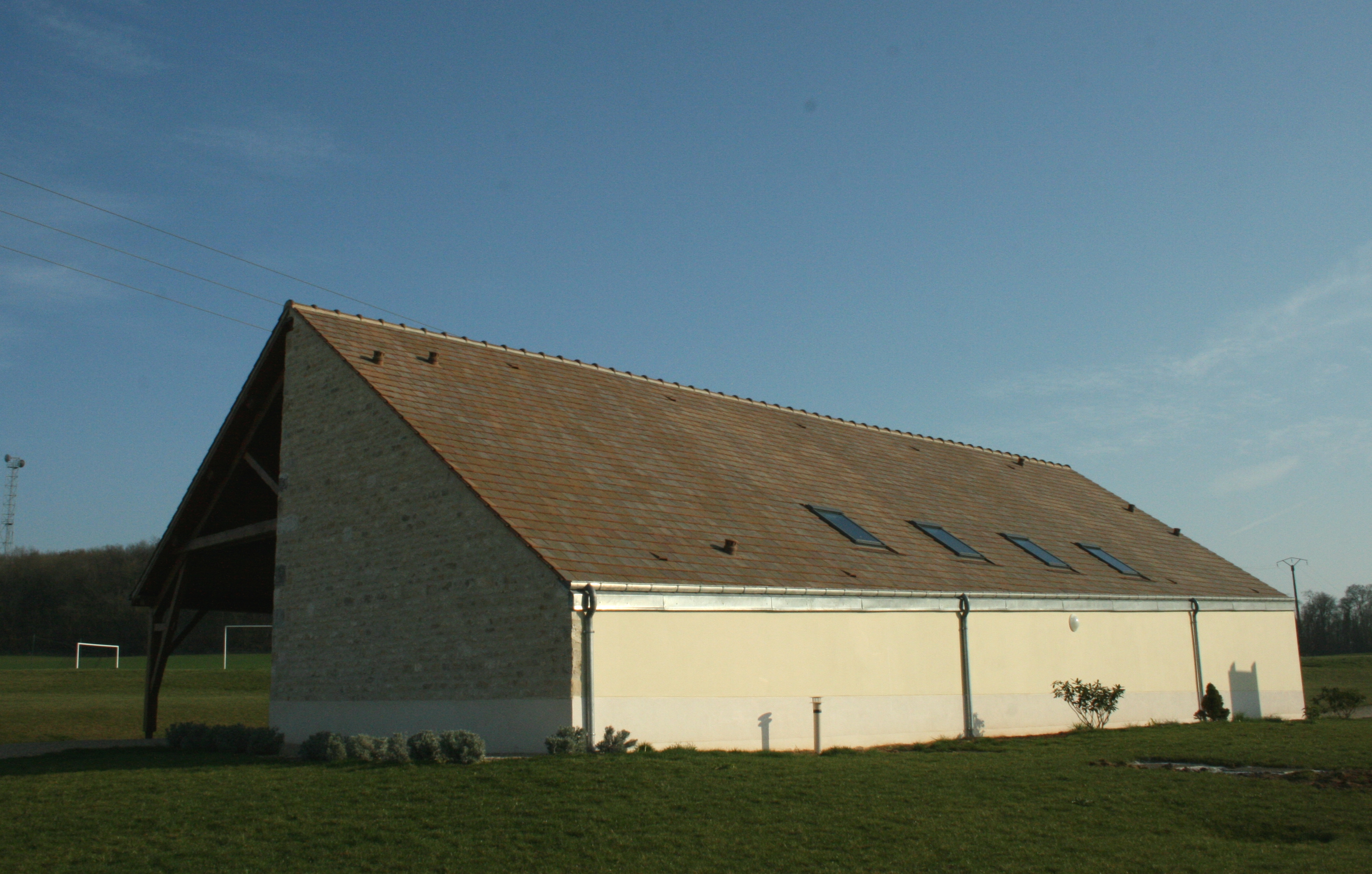
La salle polyvalente.
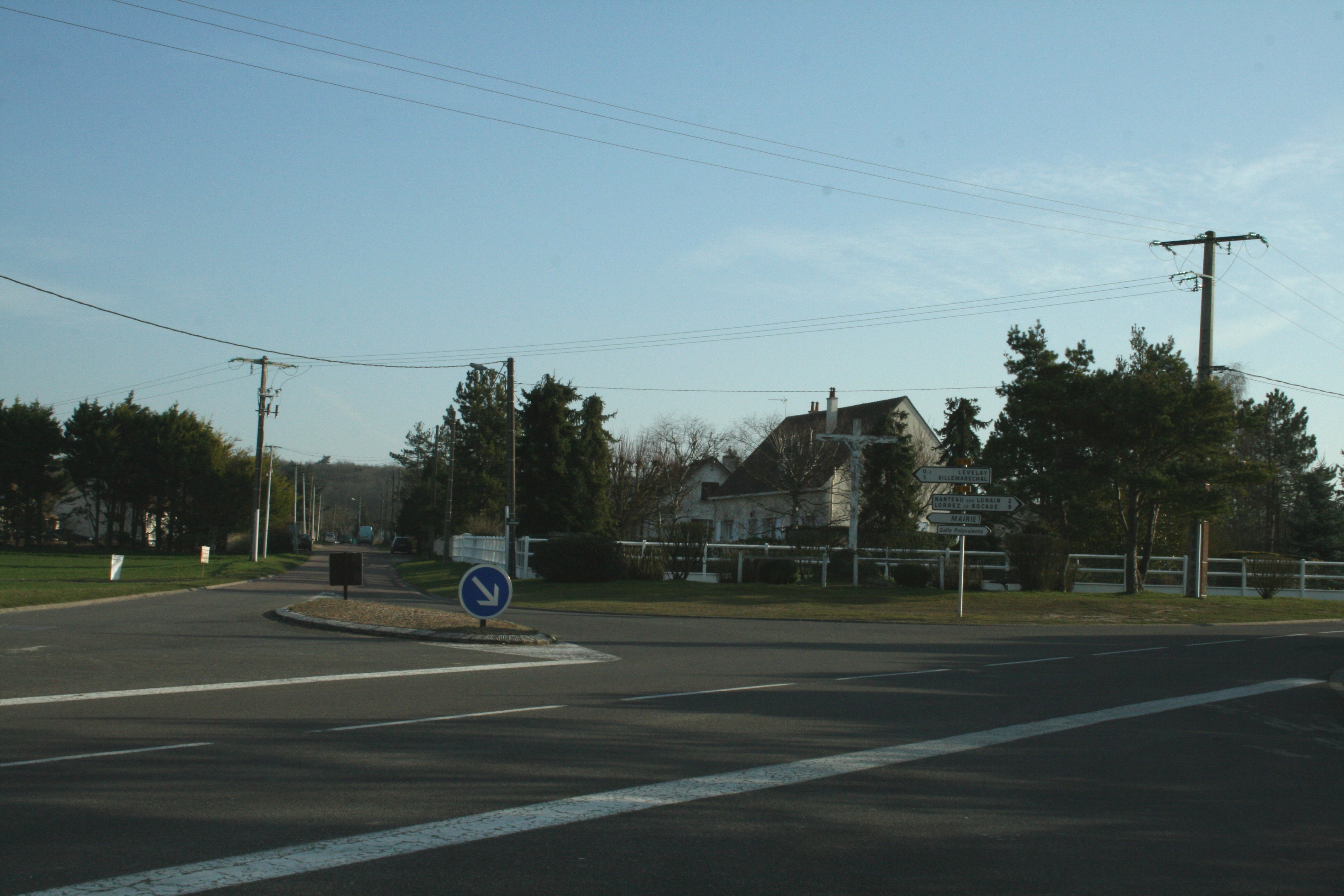
Une autre vue du village. L'intersection du carrefour de la Croix Bonnard.
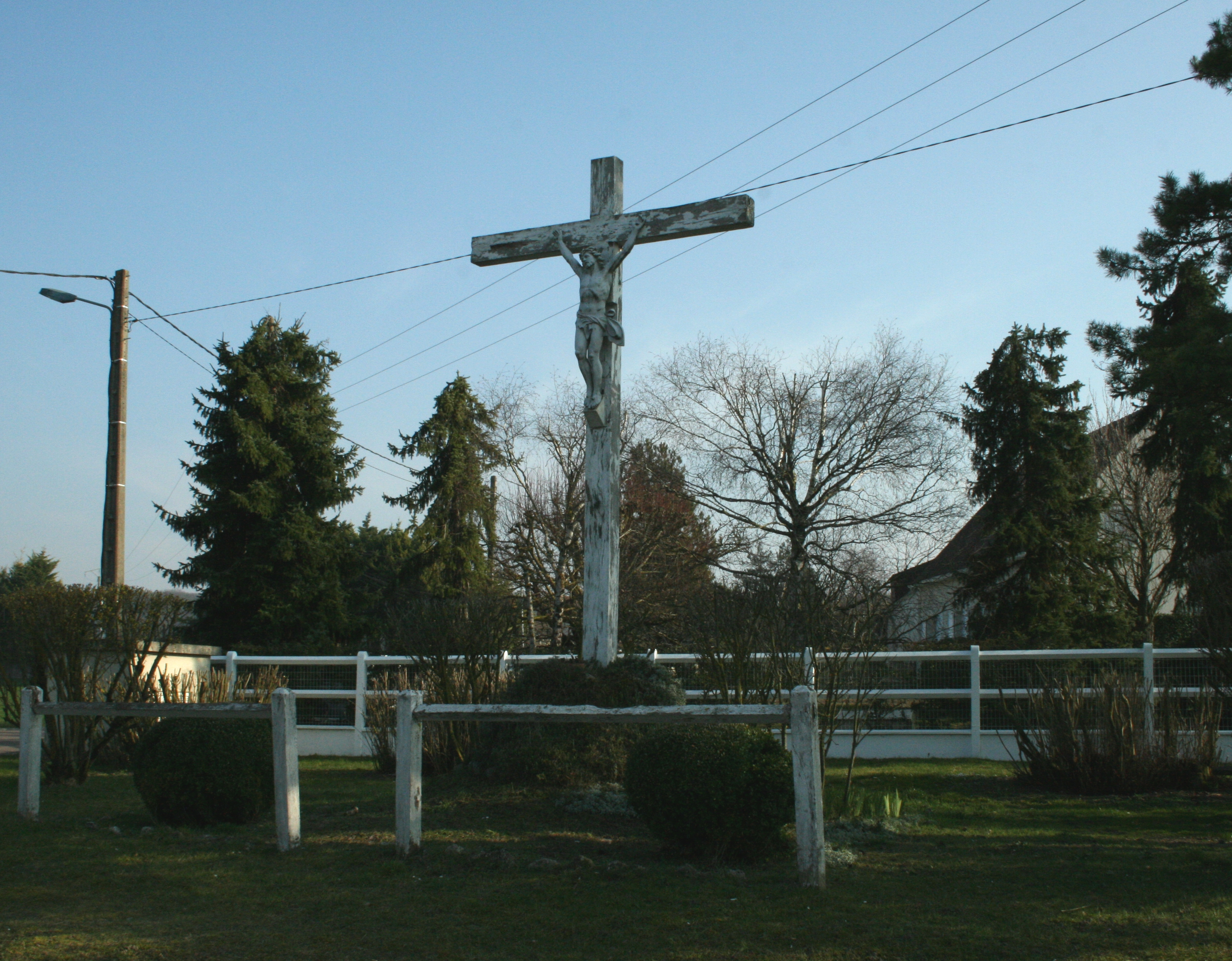
Le Christ en Croix, au carrefour de la Croix Bonnard.
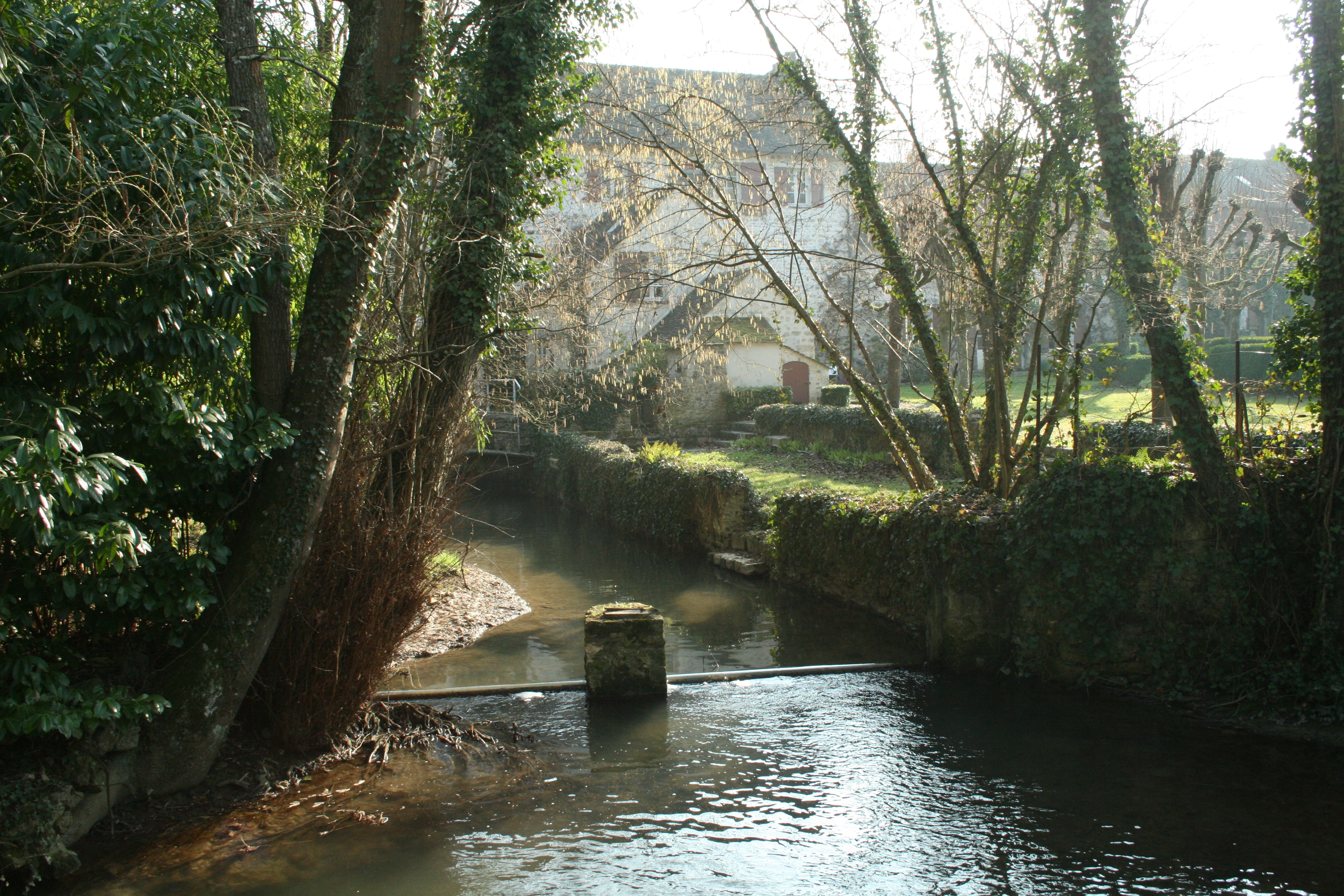
Le moulin de Launoy.
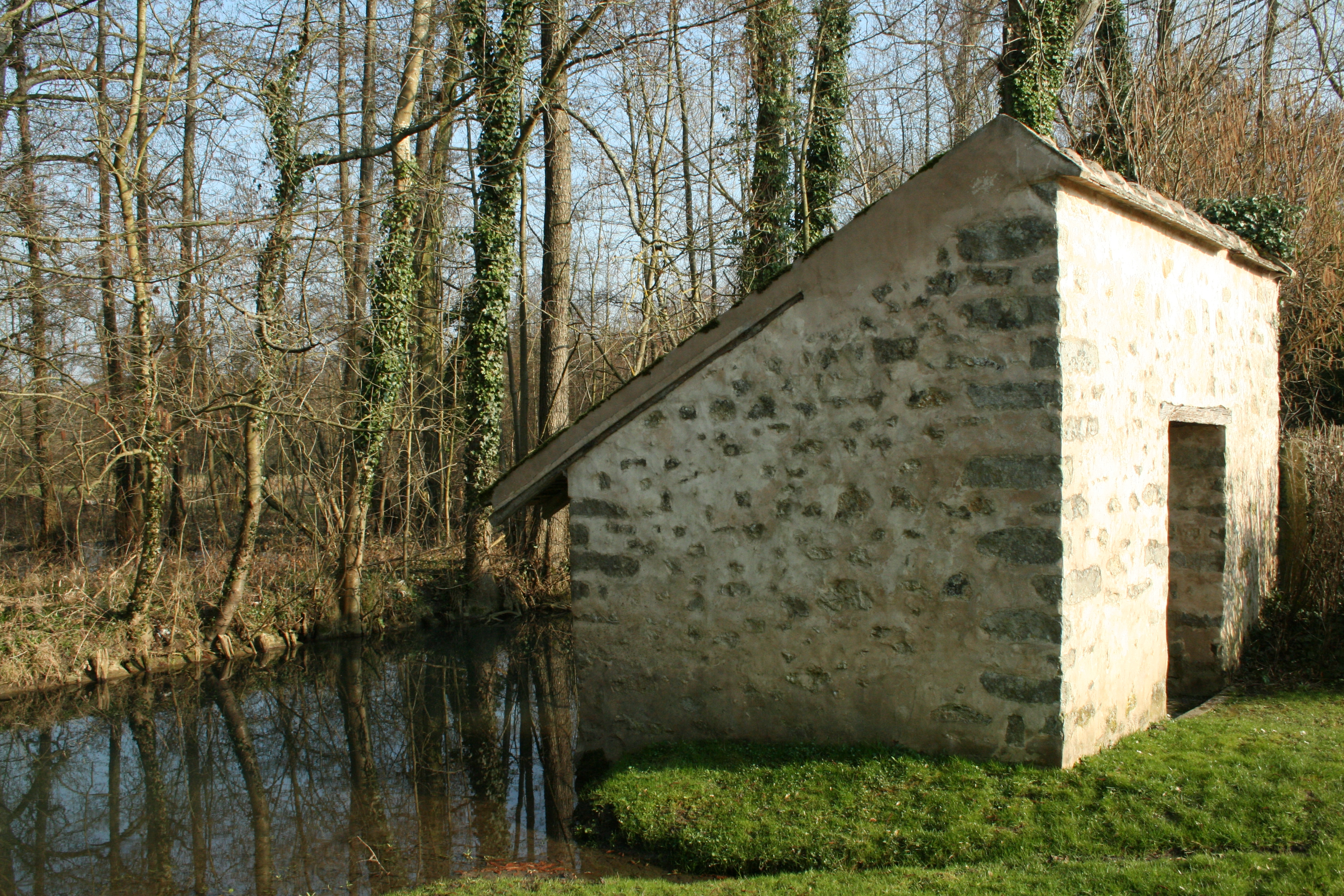
Le lavoir de Launoy, près du Lunain.
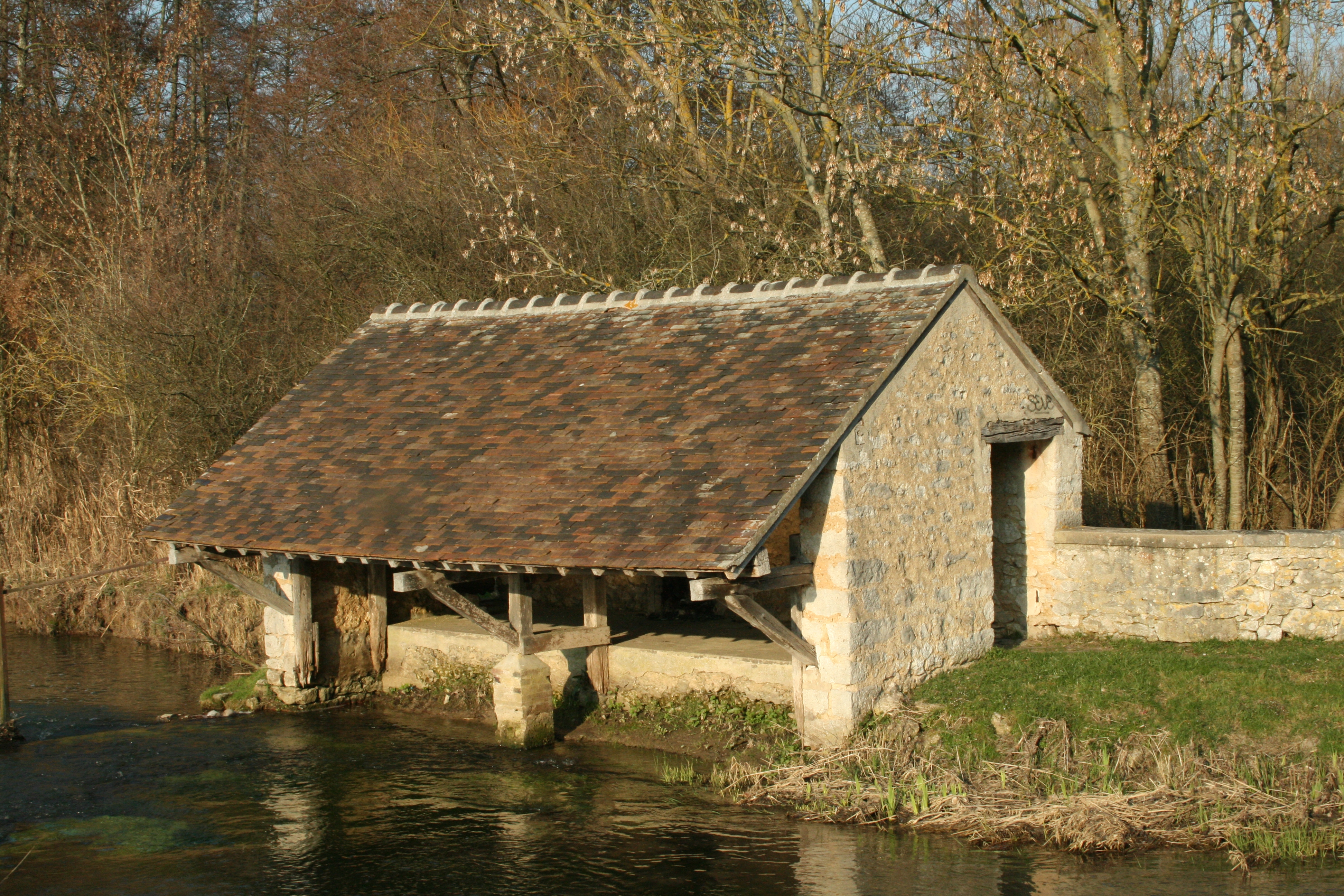
Le lavoir de Treuzy-Levelay, sur le bord du Lunain.